# La Madeleine (Bruxelles)
Pour les articles homonymes, voir Madeleine.
La Madeleine est une salle de concert située rue Duquesnoy à Bruxelles.

## Histoire
La Madeleine est un exemple de façadisme : seule la façade néo-renaissance des halles couvertes de Jean-Pierre Cluysenaar de 1847 à 1848 a été conservée (vaguement inspirée de la Loggia dei Lanzi). Cluysenaar avait déjà conçu les galeries Saint-Hubert voisines et avait donc une expérience dans le domaine du verre et du métal. Le projet était implanté sur un îlot intérieur propriété de Pierre-Louis Bortier. Cet initiateur a également prévu un passage de liaison entre la rue Saint-Jean et la rue de la Madeleine, aujourd'hui connu sous le nom de Galerie Bortier. Le marché de la Madeleine avait une superficie d'environ 60 mètres sur 40 et comportait trois niveaux, dont un souterrain. Les ventes quotidiennes de légumes au Grasmarkt voisin pourraient ainsi être confortablement reprises. Outre l'entrée principale de la rue Duquesnoy, il y avait deux autres entrées (par le fond de salle semi-circulaire, qui jouxte la galerie Bortier). Il y a eu une brève agitation à propos d'un dépassement de budget assez important, mais les ouvriers du bâtiment ont trouvé un trésor d'argent sur le chantier, ce qui a calmé les choses.
Dans les années 1930, le marché de la Madeleine était utilisé comme salle des fêtes et pendant la Seconde Guerre mondiale, les Allemands l'ont transformé en bureau de poste. La ville de Bruxelles décide en 1957 de démolir le bâtiment et de construire une toute nouvelle salle de banquet tout en conservant la façade. Les architectes M. et P. Mignot furent responsables des plans. Le bal des fonctionnaires y fut organisé pendant des années. Après un court épisode en tant que casino (2006 à 2015), le bal a expiré et la ville en a confié la gestion à son asbl Brussels Expo. Une rénovation d'un million d'euros a suivi. En 2020, le loyer a été réduit de 300 000 à 120 000 euros par an. Selon l'opposition, le loyer a été aligné sur ce que le casino payait auparavant, mais la salle est bien trop peu utilisée pour pouvoir payer ce montant.
Parmi les artistes qui se sont produits à La Madeleine, le groupe congolais légendaire Zaïko Langa Langa se distingue comme l'un des plus fréquents. Ils s'y produisent en octobre 1986, 1987, deux fois en 1992, 1995, 1997, 2002, 2003 et deux fois en 2024.

## Description
La salle modulable offre 740 places assises ou 1 500 places debout.

## Liste des références
1. ↑  « Urbanisme in Brussel, 1830-1860. (Edwin Smellinckx) », sur www.ethesis.net (consulté le 30 mai 2024)
2. ↑  Stad halveert plots huur van Magdalenazaal: MR spreekt van 'burgerbedrog', BRUZZ, 22 september 2020. Gearchiveerd op 29 juni 2022.
3. ↑  (nl) « Januari 1987 », Afrika, Maandblad voor Afrikaanse cultuur, vol. 2, no 1,‎ janvier 1987, p. 5
4. ↑  « Magdalenazaal / Salle de la Madeleine, Brussels, Belgium Concert Setlists | setlist.fm », sur www.setlist.fm (consulté le 4 juin 2024)
5. ↑  Madeleine, « Informations Techniques | La Madeleine » [archive du 21 novembre 2022], www.la-madeleine.be (consulté le 21 novembre 2022)